# 大西洋宪章

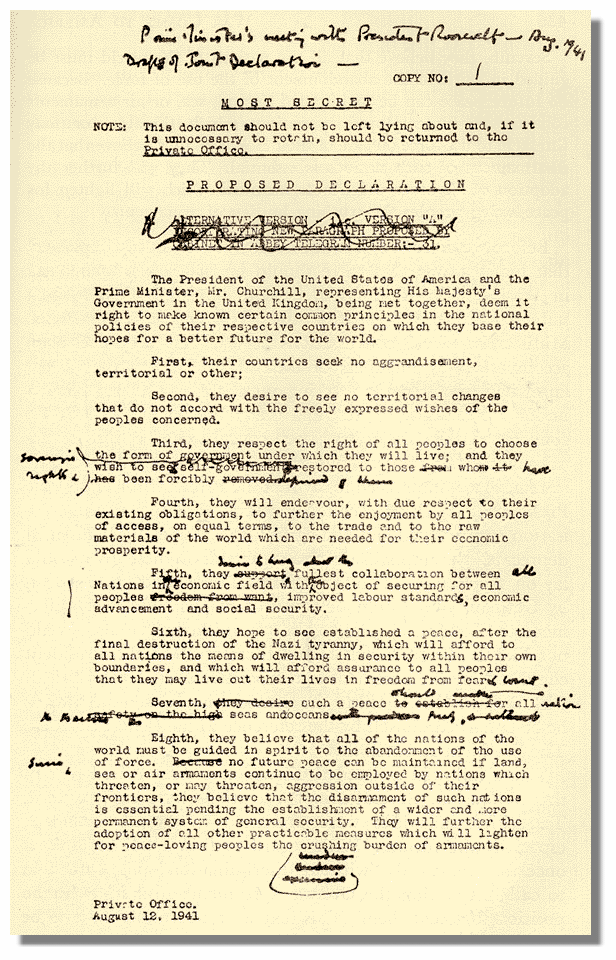
英國首相邱吉爾修改後的大西洋憲章最後版本。

《大西洋憲章》（Atlantic Charter），由美國總統羅斯福和英國首相邱吉爾于1941年8月13日在大西洋北部纽芬兰阿金夏海湾的奥古斯塔号军舰签署，并在14日公布。宪章宣布了民族自治、领土完整、经济国际主义、社会安全、缩减军备以及国际合作等八个原则，并决心以此作为重建战后世界和平和秩序的政策依据。它作为英美两国联合宣言，具有重要的历史意义，虽不具约束力，但标志着英美两国在政治上结成了同盟，也对后来反法西斯大同盟的建立以及联合国的成立都产生了重要影响。
該文件全文共8條，宣佈兩國不追求領土或其他方面的擴張，不承認法西斯通過侵略造成的領土變更，尊重各國人民選擇其政府形式的權利，恢復被暴力剝奪的各國人民的主權，各國在貿易和原料方面享受平等待遇，促成一切國家在經濟方面最全面的合作，摧毀納粹暴政後重建和平，公海航行自由，各國必須放棄武力削減軍備，解除侵略國家的武裝。大西洋宪章的精神后来写入了联合国宪章。

## 內容
大西洋憲章具體內容如下：
1. 兩國不尋求任何領土的或其他方面的擴張；
2. 他們不希望看見任何與人民意志不符合的領土變更；
3. 他們尊重所有民族選擇他們願意生活於其下的政府形式之權利；他們希望看到曾經被武力剝奪其主權及自治權的民族，重新獲得主權與自治；
4. 他們要在尊重他們現有的義務下，努力促使所有國家，不分大小，戰勝者或戰敗者，都有機會在同等條件下，為了實現它們經濟的繁榮，參加世界貿易和獲得世界的原料；
5. 他們希望促成所有國家在經濟領域內最充分的合作，以促進所有國家的勞動水平、經濟進步和社會保障；
6. 在納粹暴政被最後消滅之後，他們希望建立和平，使所有國家能夠在它們境內安然自存，並保障所有地方的所有人在免於恐懼和不虞匱乏的自由中，安度他們的一生；
7. 這樣的和平將使所有人能夠在公海上不受阻礙地自由地航行；
8. 他們相信為了現實的和精神上的理由，世界上所有國家必須放棄使用武力。如果那些在國境外從事或可能以侵略相威脅的國家繼續使用陸海空武器裝備，則無法維持未來的和平；所以他們相信，在一個更普遍和更持久的全面安全體系建立之前，必須解除這些國家的武裝。同樣，他們會協助和鼓勵一切其他可行的措施，來減輕愛好和平的人民在軍備上的沉重負擔。

## 各方面对大西洋宪章的理解和看法

### 英国
英国首相丘吉尔对于印度民族主义政治家把宪章视为民族独立的支持，他向议会保证宪章只适用于那些被轴心国政府占领的国家，英国的自治领与殖民地不在民族自决的范围之内。
英国政治家克莱门特·艾德礼认为帝国是英国的负担，他赞成宪章中的民族自决原则，同意该原则适用于全人类。

### 美国
罗斯福公开宣称宪章是面向全世界，美国可以善意地帮助英国抗击纳粹德国的侵略，但这不会用来帮助维护大英帝国的殖民统治。
美国外交官萨姆纳·威尔斯认为宪章对全世界都适用，承认任何民族有获得自由和解放的权利，坚决支持通过国际化来改革殖民制度的做法。

### 苏联
斯大林领导的苏联政府表示支持。在1941年9月的伦敦盟国政府代表的一次全体会议上，苏联驻英大使伊凡·迈斯基在宣布本国接受宪章的“基本原则”时，说明“苏联保障所有民族的国家独立和领土完整的权力，以及所有民族为了促进经济和文化繁荣，按照它们自己认为合适和必要的方式建立社会秩序和选定政府形式的权利”。同时宣布，“遵循自决权原则、主权原则和各民族平等的原则，并坚持每一国家有权建立其所认为必要的社会制度和选择其所认为必要的政府形式”。

### 中国
国共两党都给予了高度评价，认为这一宪章“有利于中国，有利于世界”，赞同宪章中提倡的“尊重各民族自由选择其所赖以生存的政府形式的权利。针对宪章中民族自决权原则所涉及对象的局限性，王宠惠提出的3条补充意见中强调:“大西洋宪章，尤其是关于各侵略国武装解除及各国与各民族自决等原则，一律适用于全世界”；“各民族及各种族一律平等”。

## 新大西洋憲章
2021年6月10日，美国总统拜登与英国首相约翰逊签署《新大西洋宪章》，雙方承诺捍卫西方民主的价值观和既得利益。